# Государственная граница между США и Мексикой
Государственная граница США и Мексики имеет длину 3145 км. Эта граница является наиболее пересекаемой в мире, легально через неё переходят 350 миллионов человек в год, а также около 5 млн автомобилей и грузовиков.
Со стороны США рядом с границей расположено четыре штата, в Мексике — шесть штатов.
Охраной границы занимается более 20 тысяч американских пограничников, однако полного контроля над границей на всей её протяжённости не осуществляется. По некоторым оценкам, границу нелегально пересекают около полумиллиона человек ежегодно.
На некоторых участках границы был создан металлический барьер (американо-мексиканская стена) высотой порядка 4—5 м. Его общая протяжённость составляет около трети от протяжённости границы.

## География
От побережья Мексиканского залива граница проходит 2019 км по гористой пустыне Чиуауа и безжизненной, песчаной пустыне Сонора 858 км до реки Колорадо. 38 км граница идет на север вверх по течению реки. Далее 226 км до тихоокеанского побережья — пересекая гористое основание полуострова Нижняя Калифорния. На побережье разделяет мегаполисы Сан-Диего (штат Калифорния) и Тихуана (мексиканский штат Нижняя Калифорния).
Население прилегающих к границе округов США и муниципалитетов Мексики превышает 12 миллионов человек. Большинство из них живёт в крупных городах, образующих пары по разные стороны границы, так называемые города-близнецы. Самые крупные из них:
- Браунсвилл, Техас — Матаморос, Тамаулипас
- Ларедо, Техас — Нуэво-Ларедо, Тамаулипас
- Эль-Пасо, Техас — Сьюдад-Хуарес
- Ногалес, Аризона — Ногалес, Сонора
- Калексико, Калифорния — Мехикали, Нижняя Калифорния
- Сан-Исидро[англ.] — Тихуана

### Штаты США
Границу с Мексикой имеют следующие штаты:
- Техас
- Нью-Мексико
- Аризона
- Калифорния

### Штаты Мексики
Границу с США имеют следующие штаты:
- Тамаулипас
- Нуэво-Леон (всего 13 км)
- Коауила
- Чиуауа
- Сонора
- Нижняя Калифорния

## История границы
Современная граница между двумя государствами формировалась поэтапно. После Американо-мексиканской войны 1846—1848 годов по Гваделупо-Идальгоскому мирному договору граница с Техасом была установлена по фарватеру Рио-Гранде, также к Соединённым штатам отошла обширная территория, известная как Мексиканская уступка. Мексика получила контрибуцию в 15 миллионов долларов. В 1853 году граница западнее Рио-Гранде была перенесена южнее. Так называемый договор Гадсдена обошёлся американской казне в 10 миллионов долларов. После этого граница не менялась, за исключением нескольких небольших споров при демаркации границы по Рио-Гранде (Rio Grande border disputes) в 1927—1970 годах.

## Охрана границы. Проблемы с незаконной миграцией
В дополнение к легальным пересечениям, граница США и Мексики лидирует и по числу нелегальных переходов. Более одного миллиона человек ежегодно нелегально попадает в США через границу с Мексикой. Большинство из них — мексиканцы, но много выходцев из других стран Латинской Америки, прежде всего Центральной (по терминологии пограничной службы США — «Other Than Mexicans» (OTM)). Пограничный патруль США жалуется на постоянное недофинансирование и нехватку персонала. В среднем на милю границы приходится около четырёх служащих, но большинство из них работает в районах крупных населённых пунктов, в то время как обширные пустынные и горные районы охраняются слабо. Мигранты переходят границу как небольшими группами, так и массово, в составе так называемых караванов, которые могут насчитывать тысячи человек.
В населённых местах сооружены заборы-ограждения, их строительство сопровождалось шумихой в прессе, но эффективность таких мер у многих исследователей вызывает скептицизм. Существуют планы строительства забора и охранной стометровой полосы вдоль всей границы, что вызывает протесты и противодействие с различных сторон:
- Правительство Мексики не заинтересовано в сдерживании эмиграции, так как денежные переводы эмигрантов на родину составляют миллиарды долларов в год, а кроме того эмиграция снижает уровень безработицы в стране;
- Различные испаноязычные и правозащитные организации на территории США говорят о дискриминации и нагнетании напряжённости;
- Экологические организации тоже возражают;
- Американские сельскохозяйственные компании оказывают жесткое противодействие — по оценкам экспертов Калифорнийского университета в Дэвисе, около 45 % сельскохозяйственных рабочих в стране являются незаконно работающими иностранцами.
- Другие отрасли экономики США получают выгоду от использования незаконной рабочей силы.

Одной из тем юной журналистки Хильды Лишак, лауреата Tribeca Disruptive Innovations и Junior Zenger Award, в конце 2010-х годов была безопасность южных границ США. Она выехала в приграничный штат и записала видеоролик, в котором опросила местных жителей и лично проверила безопасность государственной границы. «Я в Мексике», — заявила она в финале передачи, когда беспрепятственно перелезла через неохраняемый забор.
По данным Пограничной службы США, за период с 1 октября 2003 по 30 апреля 2004 ими было задержано 660 390 человек, незаконно переходивших границу. Из-за строительства заграждений в населённых местностях увеличилось количество людей, пересекающих границу в пустынях, иногда это заканчивается гибелью. По данным той же службы, за период с 1998 по 2004 погибло 1954 человека, из них в 2004—325 человек.